# Offensiva del Baltico
Offensiva del Baltico (anche detta offensiva strategica del Baltico) è un grande attacco sovietico sferrato sul fronte orientale della seconda guerra mondiale, tra il 14 settembre ed il 24 novembre 1944. L'offensiva vide quattro fronti sovietici (il Fronte di Leningrado del maresciallo Leonid Govorov, il 1º Fronte Baltico del generale Ovanes Bagramjan, il 2º Fronte Baltico del generale Andrej Erëmenko ed il 3º Fronte Baltico del generale Ivan Maslennikov) assalire le posizioni tenute dal Gruppo d'armate Nord tedesco (guidato dal generale Ferdinand Schörner) nei Paesi Baltici, lungo una linea che andava da Narva fino ai confini della Prussia orientale.
L'offensiva, caratterizzata da scontri accaniti e sanguinosi e da alcune difficili manovre delle forze corazzate sovietiche, si concluse con una piena vittoria dell'Armata Rossa, che rioccupò l'Estonia, la Lituania occidentale e gran parte della Lettonia e riuscì, dopo un iniziale fallimento, ad isolare i resti del Gruppo d'armate Nord tedesco nella cosiddetta "sacca di Curlandia"; le truppe sovietiche riuscirono inoltre a superare il vecchio confine con la Germania, ponendo l'assedio al porto baltico di Memel.

## Operazione Bagration
A seguito della catastrofica disfatta subita dal Gruppo d'armate Centro tedesco in Bielorussia nel corso della operazione Bagration sferrata dall'Armata Rossa a partire dal 22 giugno 1944, Stalin e il comando sovietico avevano sperato di poter sfruttare celermente il vuoto apertosi nelle linee nemiche con una rapida avanzata nelle retrovie dell'ancora solido Gruppo d'armate Nord, allo scopo di tagliarlo fuori e distruggerlo nei Paesi Baltici. Inizialmente gli sviluppi furono molto favorevoli ai sovietici le cui colonne corazzate avanzarono e conquistarono, pur subendo notevoli perdite di fronte ai disperati contrattacchi delle riserve tedesche, sia Vilnius che Kaunas e Šiauliai, città lituane di grande importanza strategica. Tuttavia dalla metà di agosto la situazione divenne più difficile per i sovietici.
Adolf Hitler, ben lontano dal rinunciare ai Paesi Baltici, respinse bruscamente i progetti di ripiegamento strategico del comandante del Gruppo d'armate Nord, generale Johannes Friessner, e, al contrario, lo destituì sostituendolo con il tenace generale Schörner, più motivato politicamente e maggiormente aderente alle direttive del Führer. Inoltre con l'afflusso di cinque Panzer-Division la 3. Panzerarmee del generale Raus passò al contrattacco per sbloccare il Gruppo d'armate Nord rimasto isolato temporaneamente a seguito dell'arrivo dei carri armati sovietici sulla costa baltica ad ovest di Riga, nell'area di Tukums (operazione Doppelkopf). Nel frattempo le forze tedesche schierate in Estonia e Lettonia, pur perdendo parecchio terreno contro i Fronti baltici sovietici dei generali Maslennikov ed Erëmenko, si batterono accanitamente e finirono per arrestare l'avanzata frontale nemica, mentre il contrattacco della 3. Panzerarmee riuscì a ristabilire il 16 agosto un collegamento tra il Gruppo d'armate Nord e il resto delle forze tedesche.
Nella seconda metà di agosto l'offensiva sovietica nei Paesi Baltici era stata quindi fermata con pesanti perdite mentre anche le forze corazzate giunte al golfo di Riga erano state in parte respinte, anche se erano completamente falliti i tentativi tedeschi di ottenere una vittoria strategica riconquistando Šiauliai e sconfiggendo il fronte baltico del generale Bagramjan. Stalin si vide costretto a riorganizzare le sue forze e i suoi piani per poter sferrare al più presto una nuova offensiva generale e riconquistare definitivamente i tre Paesi Baltici, distruggere il Gruppo d'armate Nord e restaurare il potere sovietico nell'area, schiacciando le forze nazionaliste fortemente presenti nel Baltico.

## Offensiva contro il Gruppo d'armate Nord

### Seconda offensiva sovietica nell'area Baltica
A partire dal 26 agosto lo Stavka organizzò la nuova offensiva generale dei quattro Fronti sovietici coinvolti nel settore Baltico, pianificando un grande rafforzamento degli effettivi e degli equipaggiamenti per sferrare un attacco coordinato e concentrico in direzione di Riga. Le difese tedesche del Gruppo d'armate Nord del generale Ferdinand Schörner erano particolarmente solide, anche se erano collegate solo precariamente con le forze del Gruppo d'armate Centro del generale Georg-Hans Reinhardt attraverso l'angusto "corridoio" di Tukums. Il Comando tedesco ed Hitler in particolare erano però assolutamente decisi a difendere i Paesi Baltici anche per motivi politico-diplomatici ed avevano organizzato notevoli raggruppamenti corazzati di riserva tra Jelgava e Auce, mentre forti concentramenti di forze erano stati posizionati sull'istmo di Narva, nel caposaldo di Valga, tra Ērgļi e Pļaviņas. Infine la "Linea Tannenberg" sbarrava l'accesso da est a Tallinn.

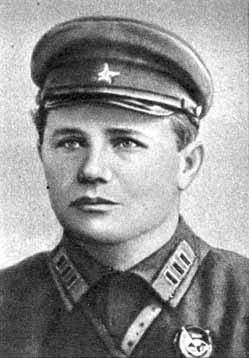
Il generale Andrej Erëmenko, comandante del 2° Fronte del Baltico, in una foto del 1938.

Le forze tedesche, costituite da truppe molto esperte e combattive, con cospicui reparti di Waffen-SS particolarmente motivati di reclutamento baltico e scandinavo, schieravano 56 divisioni tra cui cinque Panzer-Division e due divisioni Panzergrenadier, ed erano suddivise nella 16ª Armata del generale Hilpert, nella 18ª Armata del generale Boege e nella 3ª Panzerarmee del generale Erhard Raus (dipendente dal Gruppo d'armate Centro) che, contrariamente ai consigli del generale Heinz Guderian, nuovo capo di Stato maggiore dell'Esercito tedesco, era rimasta dislocata nei Paesi Baltici, dopo il suo parzialmente riuscito contrattacco a Tukums. Inoltre le forze tedesche avevano costituito importanti fortificazioni campali sfruttando la natura del territorio boscoso, in parte paludoso e intersecato da numerosi corsi d'acqua: oltre alla Linea Tannenberg sulla direttrice di Tallin (organizzata a sua volta su tre fasce difensive per una profondità di 25–30 km), il comando del Gruppo d'armate Nord aveva fortificato la regione di Riga. Sulle vie di accesso orientali e meridionali erano state organizzate quattro linee difensive: la "Linea Valga", la "Linea Cesis" (cosiddetta "posizione Wenden", ad ottanta km di distanza), la "Linea Sigulda" ("posizione Segewold", a 25 km dalla seconda) e l'ultima linea a protezione diretta di Riga; infine anche Memel era solidamente fortificata con sei linee difensive periferiche e due altri sbarramenti intorno alla città
La situazione complessiva del fronte orientale, con la minaccia sovietica sulla linea della Vistola e il crollo nei Balcani, aveva peraltro indotto l'OKH a pianificare anche una ritirata organizzata dall'Estonia (operazione Aster), progetto che venne tuttavia subito respinto da Hitler. Il Führer allegò i suoi classici argomenti a favore della difesa ad oltranza delle posizioni, manifestando anche i suoi timori, in caso di ripiegamento tedesco, per un cedimento politico sfavorevole al Terzo Reich della Finlandia (che in realtà già il 2 settembre aveva accettato di trattare un armistizio con l'Unione Sovietica) e dei Paesi Baltici; inoltre Hitler riteneva indispensabile mantenere un saldo controllo del Mar Baltico per poter continuare ad addestrare in quelle acque i preziosi equipaggi dei nuovi U-Boot da cui si attendeva una ripresa favorevole della battaglia dell'Atlantico. Pertanto i progetti di ritirata dall'Estonia vennero temporaneamente messi da parte e le forze tedesche si prepararono a combattere una nuova dura battaglia difensiva contro le superiori forze nemiche.
Il progetto offensivo elaborato dallo Stavka e comunicato ai comandi dipendenti con le direttive del 26 agosto e del 2 settembre assegnava all'esperto maresciallo Aleksandr Vasilevskij il coordinamento sul campo dei tre Fronti del Baltico (1°, 2° e 3°) che avrebbero dovuto sferrare attacchi convergenti su Riga per isolare definitivamente le due armate del Gruppo d'armate Nord e occupare il resto della Lettonia e la Lituania occidentale, mentre il Fronte di Leningrado, alle dipendenze dirette dallo Stato maggiore generale di Mosca, avrebbe attaccato in direzione di Tallinn con l'obiettivo di conquistare completamente l'Estonia, in collaborazione con la Flotta del Baltico.
La pianificazione dettagliata dell'alto comando sovietico prevedeva che il Fronte di Leningrado del generale Govorov attaccasse dalla regione di Tartu in direzione nord verso Rakvere con la 2ª Armata d'assalto, cercando di congiungersi con la 8ª Armata che avrebbe assaltato le munite linee di Narva; dopo il congiungimento le due armate avrebbero marciato su Tallinn, contando anche sull'appoggio delle navi dell'ammiraglio Vladimir Tribuc. I tre fronti del Baltico dovevano invece sconfiggere il raggruppamento tedesco a nord della Dvina occidentale con una manovra combinata diretta su Riga. Il 3° Fronte del Baltico del generale Maslennikov avrebbe attaccato con due armate lungo la direttrice Valmiera-Cēsis, mentre l'ala sinistra del Fronte, rinforzata dalla 61ª Armata proveniente dalle riserve generali dello Stavka, avrebbe puntato su Smiltene e quindi su Riga.
Il 2° Fronte del Baltico del generale Erëmenko avrebbe cooperato con le forze di Maslennikov facendo avanzare la 10ª Armata della Guardia in direzione del fianco sinistro del 3° fronte del Baltico, mentre al centro la 42ª Armata e la 3ª Armata d'assalto avrebbero sferrato l'attacco principale verso Nītaure e Riga. Infine il 1° Fronte del Baltico del generale Bagramjan avrebbe attaccato lungo la riva sinistra della Dvina occidentale con due armata verso Jelgava e Riga, mentre un potente raggruppamento meccanizzato (5ª Armata corazzata della Guardia, 1º e 19º Corpo corazzato) sarebbe passato all'offensiva in un secondo momento più a ovest per puntare su Temiri e Tukums e poi convergere su Riga da nord-ovest.

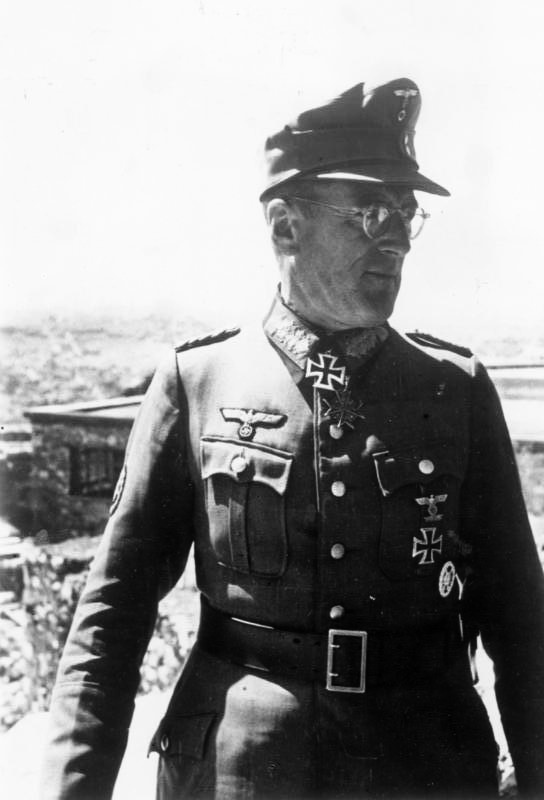
Il generale Ferdinand Schörner, comandante del Gruppo d'armate Nord.

Per questa ambiziosa offensiva combinata lo Stavka inviò ingenti rinforzi e le forze corazzate vennero raddoppiate; la concentrazione più forte venne assegnata al generale Bagramjan con oltre 1300 mezzi corazzati, mentre i generali Erëmenko e Maslennikov disponevano ciascuno di circa 300 mezzi corazzati. Le forze complessivamente disponibili ammontavano a 14 armate, una armata corazzata, 125 divisioni di fucilieri, e sette corpi corazzati o mecanizzati, mentre i comandi sovietici decisero di impegnare fin dai primi giorni ben 95 divisioni di fucilieri e 3 corpi corazzati, di cui 74 divisioni entrarono in azione nei settori di sfondamento. Le armate sovietiche disponevano di ingenti mezzi bellici: 20 000 cannoni e mortai e oltre 3 000 mezzi corazzati in totale; quattro armate aeree erano state assegnate all'area Baltica con oltre 3 500 aerei da combattimento, compresi 600 aerei dell'aviazione navale della Flotta del Baltico.
Dal punto di vista tattico si verificarono alcuni errori nelle pianificazione sovietica; l'eccessiva concentrazione di forze in pochi settori principali permise a sua volta ai tedeschi di trasferire opportunamente le riserve nei vari punti di pericolo, trascurando altre zone meno minacciate, mentre la carenza di mezzi corazzati di appoggio alla fanteria nei fronti di Erëmenko e Maslennikov costò gravi perdite alle divisioni di fucilieri, spesso costituite da giovani reclute non molto addestrate per sfondare le solide difese nemiche. Inoltre i bombardamenti preliminari dell'artiglieria sovietica, concentrati in gran parte sulle prime linee difensive tedesche, mancarono di ottenere risultati decisivi, avendo già in precedenza il comando tedesco sguarnito i settori della prima linea e trasferito le forze principali sulla posizione di resistenza più arretrata, che quindi non venne molto indebolita dal fuoco dell'artiglieria sovietica. Mentre il generale Bagramjan sembrò consapevole di questi problemi ed evitò alcuni errori, i generali Maslennikov ed Erëmenko non effettuarono adeguate ricognizioni e quindi si trovarono in difficoltà durante la difficile fase di sfondamento delle linee nemiche.

### Occupazione dei Paesi Baltici
Il 14 settembre i tre Fronti del Baltico diedero il via, dopo un bombardamento di artiglieria di circa un'ora, all'offensiva generale contro il Gruppo d'armate Nord; fin dal primo giorno i risultati furono soddisfacenti per il 1° Fronte del Baltico del generale Bagramjan, che aveva organizzato meglio le sue forze ed aveva individuato le posizioni nemiche grazie ad adeguate ricognizioni. Le forze d'assalto colsero di sorpresa i reparti tedeschi schierati a sud della Dvina, appartenenti alla 16ª Armata e riuscirono ad avanzare per alcuni km; la 43ª Armata del generale Beloborodov e la 4ª Armata d'assalto del generale Malisev riuscirono ad intaccare la seconda linea difensiva tedesca a nord di Bauska e il 3º Corpo meccanizzato della Guardia del generale Obukhov venne fatto entrare in azione per sfruttare la breccia aperta nella cosiddetta "linea difensiva Jelgava". Nei giorni seguenti, dopo duri combattimenti, i sovietici occuparono Jelgava, Bauska e Iecava, mentre fin dal 16 settembre i reparti mobili del generale Obukhov (equipaggiati anche con carri americani M4 Sherman) raggiunsero, dopo essere avanzati per 50 km, le rive meridionali della Dvina e si avvicinarono a Baldone e a quartieri meridionali di Riga, distante solo 25 km, mettendo anche in pericolo le comunicazioni delle forze tedesche del Baltico con la Prussia orientale.
I combattimenti ebbero un andamento meno favorevole per l'Armata Rossa nei settori degli altri due Fronti del Baltico. Il 15 settembre il 3° Fronte del Baltico attaccò da nord-est puntando sul centro strategico di Valga che proteggeva le linee di comunicazione delle forze tedesche schierate in Estonia: il Distaccamento d'armata "Narva", costituito principalmente dal combattivo 3º Panzerkorps-SS del generale Felix Steiner con reparti Waffen—SS tedeschi, scandinavi e olandesi, e il 2º Corpo d'armata. Valga cadde solo dopo quattro giorni di aspri scontri, ma la 18ª Armata tedesca riuscì a mantenere la coesione, a tenere aperte le linee di comunicazione ed a ripiegare con ordine sulla successiva linea difensiva, dopo aver inflitto pesanti perdite alle divisioni di fucilieri della 67ª Armata del generale Romanovskij e della 1ª Armata d'assalto del generale Zakhvataev, che vennero impiegate in ostinati attacchi frontali contro le solide posizioni nemiche.

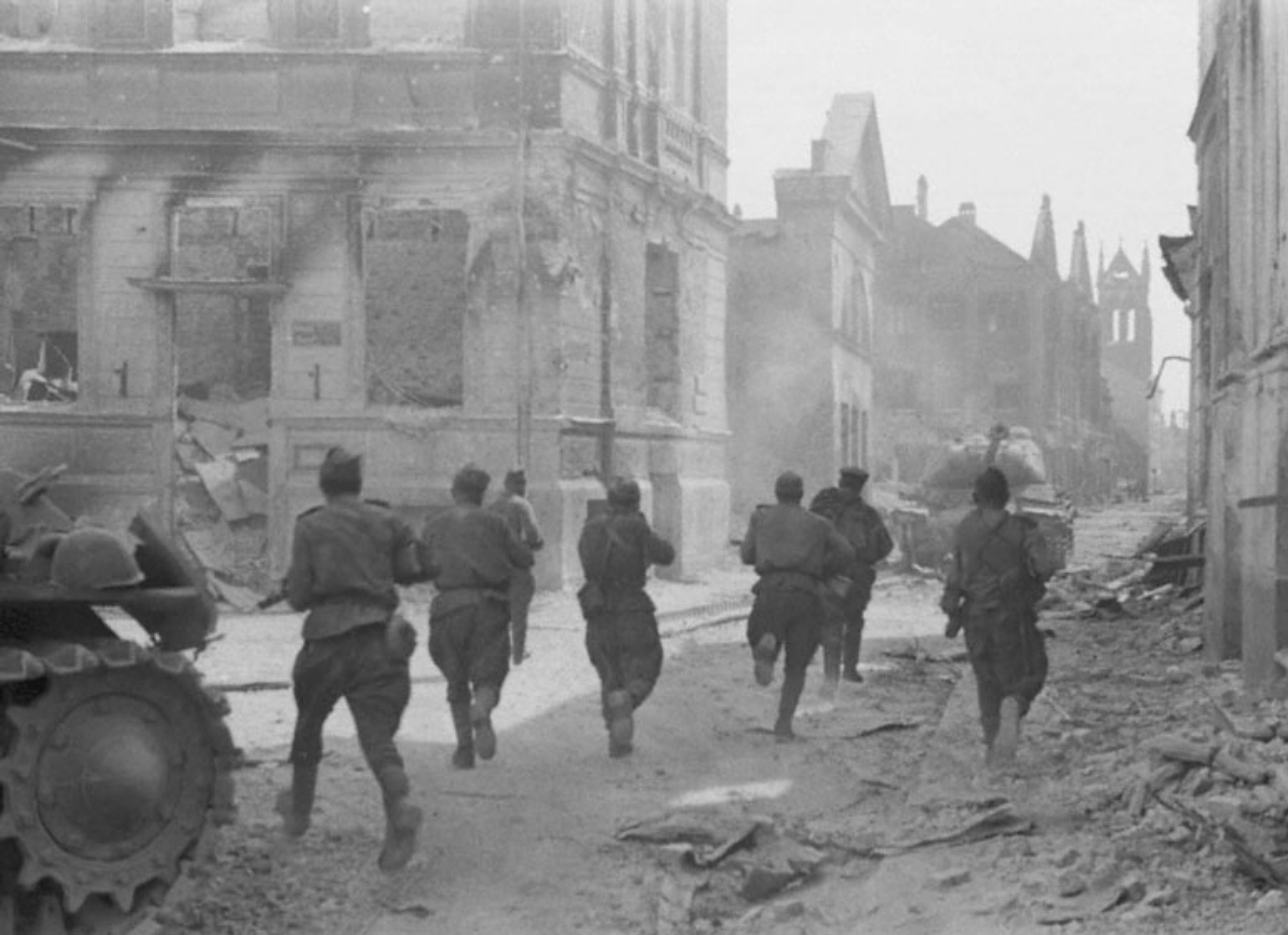
Soldati sovietici impegnati negli scontri a Jelgava.

L'andamento delle operazioni fu sfavorevole anche per il 2° Fronte del Baltico del generale Erëmenko: l'offensiva sferrata dalla 3ª Armata d'assalto del generale Gerasimov e della 42ª Armata del generale Sviridov a nord-ovest di Madona e nell'area di Plavina, fu un fallimento come temeva lo stesso generale Erëmenko. L'insufficiente bombardamento d'artiglieria non indebolì le difese e l'attacco, atteso dal comando tedesco, si infranse contro le abili fortificazioni campali; anche l'introduzione del 5º Corpo corazzato non migliorò la situazione e la formazione corazzata venne ripetutamente respinta con perdite. L'avanzata sovietica continuò a stento nei giorni seguenti in mezzo alle postazioni tedesche organizzate sfruttando le caratteristiche del terreno boscoso e paludoso e rinforzate da vasti campi minati. I generali Erëmenko e Sandalov (capo di Stato maggiore del Fronte) lamentarono la rigidità delle direttive dello Stavka (personalmente confermate da Stalin) che prescrivevano l'effettuazione di attacchi frontali senza l'impiego di tattiche d'aggiramento. Di fronte alle esperte truppe tedesche, questi attacchi costarono sanguinose perdite e non permisero di effettuare un vero sfondamento in profondità. Al contrario dal 16 settembre il generale Schörner lanciò una serie di contrattacchi: cinque divisioni contrattaccarono la 3ª Armata d'assalto e la 22ª Armata che solo con difficoltà respinsero il nemico e riuscirono finalmente ad occupare Ogre, ma finendo poi per essere di nuovo bloccati. Già il 15 settembre la 14. Panzer-Division, con quasi 200 panzer, aveva contrattaccato nell'area di Ergli.
In realtà il comando tedesco del Gruppo d'armate Nord, mentre sferrava questi ripetuti contrattacchi con le sue forze mobili, aveva richiesto fin dal 15 settembre, di fronte ai progressi del generale Bagramjan a sud della Dvina e della minaccia di un attacco sovietico in Estonia, l'autorizzazione all'OKH di effettuare l'operazione "Aster" e quindi evacuare questo Stato Baltico e ripiegare nella testa di ponte di Riga. Dopo pressanti e ripetuti appelli del generale Schörner, il 16 settembre l'Alto comando tedesco autorizzò l'evacuazione dell'Estonia; il Distaccamento d'armata "Narva" avrebbe quindi abbandonato la Linea Tannenberg per portarsi a sud di Valga ed a Riga e contrattaccare, mentre prima la 18ª Armata e poi una parte della 16ª Armata avrebbero a sua volta ripiegato protette da forti formazioni di retroguardia. Contemporaneamente a questa ritirata organizzata sarebbe stata sferrati due nuovi contrattacchi: sei divisioni avrebbero attaccato dalla regione di Baldone verso sud e soprattutto il 39º Panzerkorps del generale Dietrich von Saucken (appartenente alla 3. Panzerarmee) avrebbe sferrato con quattro divisioni corazzate l'"operazione Cäsar", per colpire sul fianco sinistro il 1° Fronte del Baltico e riconquistare Jelgava e Šiauliai.
Per cinque giorni le forze tedesche, con oltre 400 carri armati, attaccarono per prime la 51ª Armata del generale Kreizer e la 5ª Armata corazzata della Guardia del generale Vasilij Timofeevič Vol'skij; la 12., 7. e 5. Panzer-Division e la Grossdeutschland riuscirono a mettere in difficoltà la 6ª Armata della Guardia del generale Čistjakov a sud di Dobele avanzando di 5 km, ma non riuscirono a sfondare a Jelgava e dovettero sospendere gli attacchi il 22 settembre dopo aver perso 131 carri armati e 14 cannoni d'assalto. L'operazione Cäsar era fallita ma costrinse tuttavia il generale Bagramjan a rinunciare ad un secondo attacco verso il golfo di Riga ed a concentrare le sue forze mobili a Jelgava (5ª Armata corazzata della Guardia, 3º Corpo meccanizzato della Guardia e 1º Corpo corazzato); nel frattempo anche la 43ª Armata e la 4ª Armata d'assalto, sempre appartenenti al 1° Fronte del Baltico respinsero a sud di Baldone il secondo attacco tedesco guidato dalla 14. Panzer-Division, il 22 settembre le forze di testa sovietiche della 49ª Armata conquistarono Baldone e giunsero a meno di 20 km da Riga. Nonostante questi successi del generale Bagramjan, il generale Schörner, impegnando tutte le sue riserve e anche una parte del Distaccamento d'armata "Narva", che aveva ripiegato dall'Estonia, riuscì a contenere l'offensiva nemica sulla capitale lettone, mentre la situazione era più difficile per l'Armata Rossa a nord della Dvina dove combattevano le loro difficili battaglie attraverso le fortificazioni tedesche le forze dei generali Erëmenko e Maslennikov.

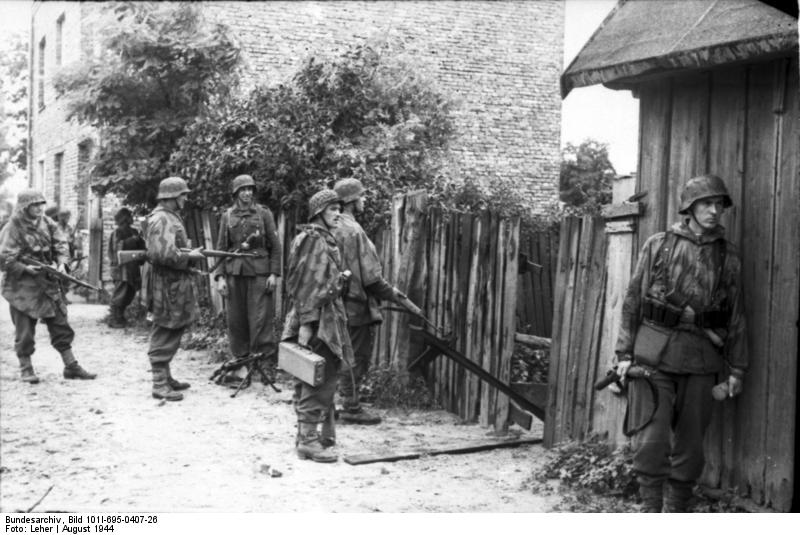
Granatieri tedeschi impegnati nei combattimenti sul fronte orientale nell'estate 1944.

Fin dal 17 settembre era passato all'offensiva anche il Fronte di Leningrado del maresciallo Govorov: i sovietici ottennero subito rilevanti successi di fronte alle truppe nemiche che avevano appena intrapreso l'operazione Aster e stavano abbandonando le loro munite posizioni difensive in Estonia. Il comando tedesco decise di accelerare la ritirata e mentre il 3. Panzerkorps-SS del generale Steiner ripiegò a sud attraverso Pärnu, il 2º Corpo d'armata marciò verso Riga e le altre forze si ritirarono su Tallinn per essere evacuate via mare. Il comando del Gruppo d'armate Nord aveva anticipato l'operazione Aster alla notizia del riuscito sfodamento sovietico nel pericoloso settore di Tartu, a sud delle posizioni di Narva, che faceva temere una manovra di accerchiamento in direzione del mare, alle spalle delle forze tedesche sulla Linea Tannenberg.
In effetti il maresciallo Govorov aveva concentrato dal 12 settembre, dopo una marcia forzata da Gdov, l'intera 2ª Armata d'assalto (con cinque corpi d'armata) nel settore di Tartu, per attaccare verso nord e nord-ovest. Il 17 settembre il generale Fedjuniskij, comandante della 2ª Armata d'assalto, sferrò l'offensiva contro le linee tedesche, difese da cinque divisioni, con le forze del 30º Corpo d'armata del generale Simonjak e l'8º Corpo d'armata di reclutamento estone del generale Pern. L'attacco ebbe successo e i sovietici durante il primo giorno avanzarono di oltre 15 km all'interno delle difese nemiche; il Gruppo mobile del colonnello Kovalevskij, seguito il 19 settembre, dal Gruppo mobile del colonnello Protsenko, entrano in azione con le loro brigate corazzate per sfruttare lo sfondamento. Dal 18 settembre erano già in ritirata le divisioni Waffen-SS schierate sulla Linea Tannenberg che, a causa dei successi del generale Fedjuniskij, rischiavano di essere tagliate fuori, mentre la notte del 19 settembre passarono all'attacco anche le forze della 8ª Armata del generale Starikov nel settore di Narva che inseguirono le truppe tedesche in ritirata e già il 20 settembre conquistarono Rakvere e si collegarono con alcuni reparti della 2ª Armata d'assalto a Lohusuu sulla sponda occidentale del Lago Peipus.

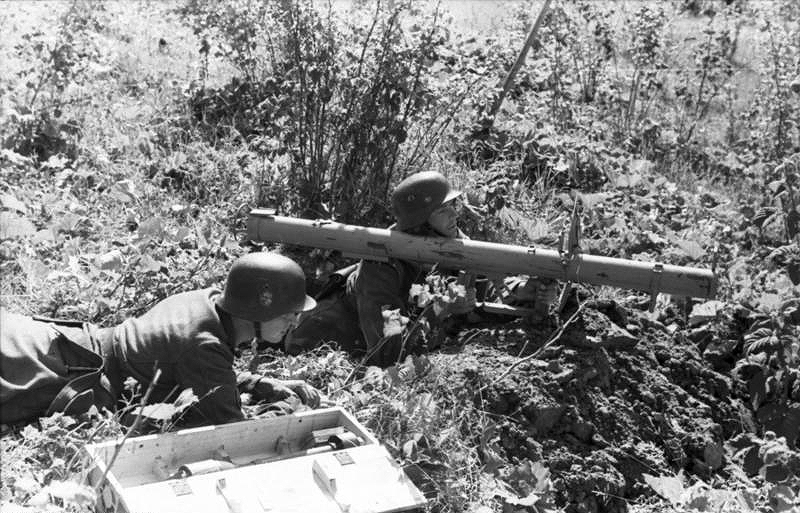
Soldati delle Waffen-SS estoni armati di Panzerschreck.

Mentre i Gruppo d'Armate Nord proseguiva la sua ritirata dall'Estonia, il generale Fedjuniskij ricevette ordine dal Comando sovietico di cambiare subito la sua direzione di avanzata, puntando verso sud-ovest, in direzione del golfo di Riga e della città di Pärnu. Il 22 settembre il corpo estone del generale Pern entrò vittoriosamente a Tallinn mentre gli ultimi reparti tedeschi abbandonavano la capitale via mare, il 24 settembre la 2ª Armata d'assalto raggiunse il golfo di Riga e occupò Pärnu. Quello stesso giorno tuttavia lo Stavka prese la decisione di arrestare l'inseguimento e di sospendere l'offensiva per procedere ad una completa revisione dei piani e ad un nuovo raggruppamento di forze. La decisione dell'Alto comando sovietico era conseguenza delle difficoltà presenti nei settori del 2° e 3° Fronte del Baltico ed anche del nuovo schieramento difensivo organizzato dai tedeschi dopo l'evacuazione dell'Estonia e il rafforzamento della testa di ponte di Riga.
Durante la terza settimana di settembre, mentre il maresciallo Govorov occupava l'Estonia e il generale Bagramjan respingeva i pericolosi contrattacchi delle riserve corazzate tedesche e si spingeva fino a 10 km dalla periferia meridionale di Riga, i generali Erëmenko e Maslennikov avevano continuato ad attaccare le posizioni fortificate tedesche a nord della Dvina occidentale e ad avanzare lentamente ed a costo di dure perdite. Le forze tedesche della 18ª Armata contrastarono aspramente le truppe del 3° Fronte del Baltico e solo il 23 settembre iniziarono a ripiegare verso sud dopo aver coperto la ritirata del Distaccamento "Narva" dall'Estonia, mentre l'offensiva del 2° Fronte del Baltico fu ancor più difficile e costosa di fronte all'abile difesa del 10º Corpo d'armata tedesco. Il 22 settembre finalmente la "Linea Cesis" venne sfondata e i sovietici entrarono a Valmeira, ma, entro il 27 settembre, entrambi i fronti del Baltico vennero bloccati sulla successiva "Linea Sigulda", che proteggeva Riga (distante circa 60–80 km) da nord-est e da est, mentre anche il 1° Fronte del Baltico del generale Bagramjan venne infine respinto a sud della capitale lettone dall'opportuno intervento del 3º Panzerkorps-SS (reparti della Panzergrenadier-Division-SS "Nordland") del generale Steiner, proveniente da Narva.

### Offensiva su Memel e caduta di Riga
Dopo dieci giorni di durissima offensiva da parte dei tre fronti del Baltico e del Fronte di Leningrado, l'Armata Rossa aveva ottenuto risultati di rilievo, occupando gran parte dell'Estonia, respingendo le forze tedesche sulla Linea Sigulda e avvicinandosi fino a 10 km a sud di Riga, ma la Wehrmacht aveva contrastato efficacemente le manovre sovietiche ed era riuscito a mantenere il collegamento tra il Gruppo d'armate Nord ed il Gruppo d'armate Centro, conservava il possesso di parte della Lettonia e della Lituania e manteneva il controllo delle isole strategiche dell'arcipelago Moonsund (difese da due divisioni di fanteria) che garantivano il dominio del golfo di Riga. Intorno alla capitale lettone il Gruppo d'armate Nord aveva concentrato, dopo la riuscita "operazione Aster", un notevole raggruppamento di forze, con 17 divisioni a nord della Dvina occidentale sulla Linea Sigulda contro le truppe dei generali Erëmenko e Maslennikov ed altre 14 divisioni a sud della Dvina tra Riga e Auce.

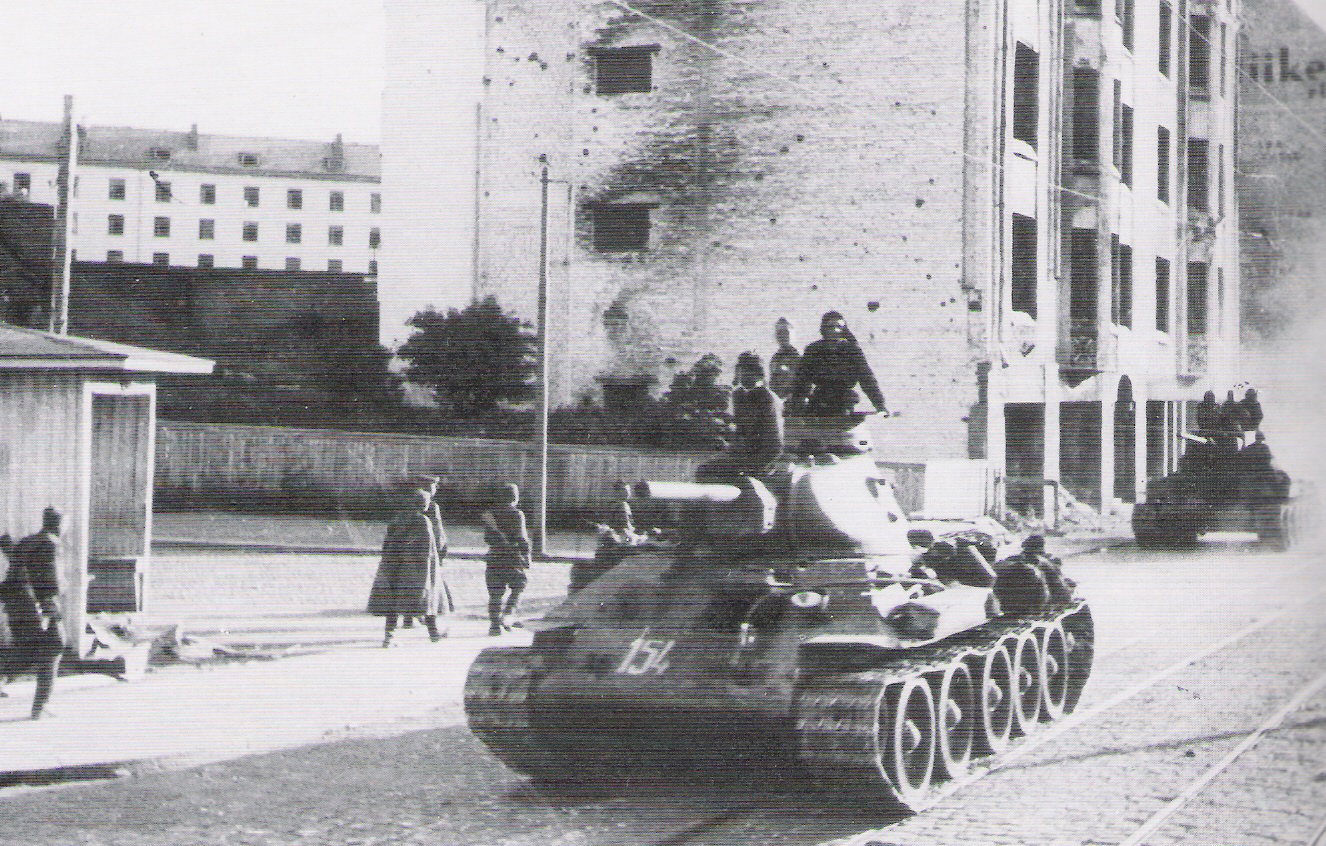
Colonna di carri sovietici T-34 entra in una città estone durante l'offensiva del Baltico.

Decisi a mantenere il possesso della testa di ponte di Riga, Hitler e il comando tedesco avevano concentrato gran parte delle forze in questa zona, lasciando solo sette divisioni a sud tra Auce e il Niemen a protezione del porto di Memel, assegnate alla indebolita 3ª Panzerarmee passata alle dipendenze del generale Schörner. Nonostante gli inviti alla prudenza del generale Guderian, Hitler intendeva non solo a resistere sulle posizioni ma anche contrattaccare: il 28 settembre venne infatti decisa una nuova controffensiva da sferrare alla fine di ottobre con un doppio attacco combinato da Šiauliai verso Jelgava (con cinque divisioni corazzate e cinque divisioni di fanteria), e da est di Jelgava verso sud, con altre cinque divisioni di fanteria ed una divisione corazzata.
Lo Stavka aveva sospeso l'offensiva contro Riga fin dal 24 settembre di fronte al rafforzamento tedesco e alla minaccia di una pericolosa controffensiva; venne quindi presa la decisione di cambiare completamente la direzione dell'attacco principale, effettuando un nuovo potente raggruppamento di forze sul fianco sinistro del 1° Fronte del Baltico del generale Bagramjan, che avrebbe organizzato un'offensiva in massa sulla direttrice di Memel per raggiungere rapidamente la costa baltica tra Palanga e Tilsit e tagliare fuori finalmente tutto il Gruppo d'armate Nord concentrato nella testa di ponte di Riga. La manovra richiedeva un complesso rischieramento delle forze principali del generale Bagramjan, al momento concentrate sulla riva sinistra del Dvina a sud di Riga, e Stalin in persona supervisionò tutti i dettagli la difficile operazione durante continue consultazioni con il maresciallo Vasilevskij, incaricato di coordinare la nuova offensiva che avrebbe coinvolto anche le truppe del fianco destro del 3° Fronte Bielorusso del generale Ivan Černjakovskij. La manovra, effettuata con la massima urgenza per anticipare possibili controffensive tedesche e ponendo grande attenzione alla segretezza per sorprendere il nemico, ebbe pieno successo.
Utilizzando le circa venticinque diverse strade disponibili e disponendo della superiorità aerea, le forze sovietiche si spostarono, di nascosto e sfuggendo all'osservazione nemica, per circa 160 km verso sud in soli sei giorni; tre armate di fanteria, un'armata corazzata e tre corpi corazzati (50 divisioni di fucilieri, 15 brigate corazzate e 93 reggimenti d'artiglieria con oltre 500 000 soldati, 10 000 cannoni e mortai, più di 1 000 mezzi corazzati) vennero concentrati nell'area boscosa a nord di Šiauliai, mentre a sud della Dvina occidentale le forze del generale Erëmenko sostituirono nelle postazioni le truppe del generale Bagramjan dirottate a sud. La pianificazione dettagliata dell'Alto comando sovietico prevedeva che il 1° Fronte del Baltico sferrasse due attacchi: una massa principale, con la 43ª Armata, la 51ª Armata e la 6ª Armata della Guardia, avrebbe attaccato in un settore ristretto di circa 40 km per effettuare uno sfondamento in profondità in direzione di Memel, subito seguita dalle forze corazzate della 5ª Armata corazzata della Guardia (3º Corpo corazzato della Guardia e 29º Corpo corazzato), rinforzate dal 1º e dal 19º Corpo corazzato, e dal 3º Corpo meccanizzato della Guardia.

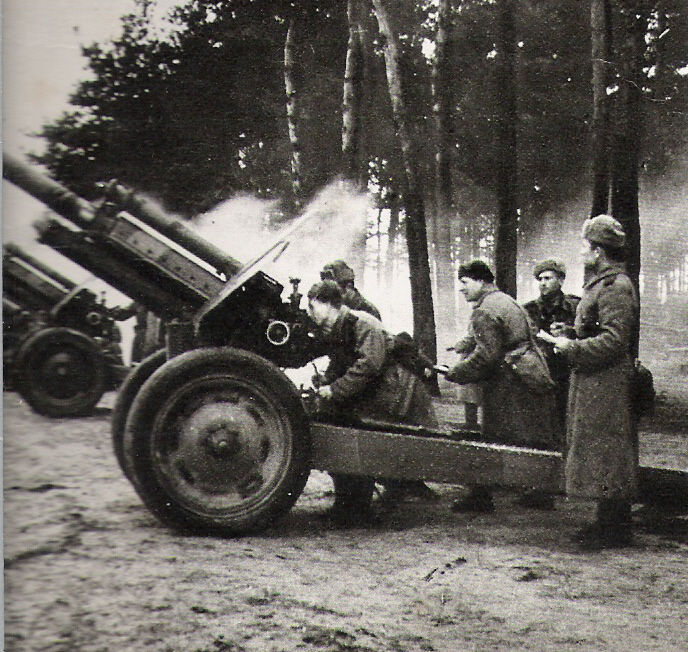
Artiglieria sovietica in azione durante l'offensiva del Baltico.

Un secondo attacco diretto su Tilsit e Kelmė sarebbe stato affidato alla 2ª Armata della Guardia, mentre la 39ª Armata del 3° Fronte Bielorusso del generale Černjakovskij avrebbe impegnato sei divisioni per avanzare a sud di Rasenjai e raggiungere Tauroggen in collegamento con la 2ª Armata della Guardia. I massicci movimenti delle forze sovietiche, effettuati principalmente di notte, non vennero individuati dal comando tedesco fino al 2 ottobre quando ormai l'offensiva stava per avere inizio; quindi solo cinque divisioni fronteggiarono la massa principale del generale Bagramjan, mentre il grosso delle forze del generale Schörner era ancora attestato nella testa di ponte di Riga che stava a sua volta per essere di nuovo attaccata dal 2° e dal 3° Fronte del Baltico dei generali Erëmenko e Maslennikov, coordinati ora dal maresciallo Govorov, che non mancò di avere alcune divergenze con il generale Erëmenko durante le operazioni, mentre il maresciallo Vasilevskij assunse il controllo del 1° Fronte del Baltico e del 3° Fronte Bielorusso. Il maresciallo Govorov avrebbe mantenuto il comando anche del Fronte di Leningrado che avrebbe contemporaneamente effettuato un'importante operazione anfibia per riconquistare, in cooperazione con la Flotta del Baltico, le isole dell'arcipelago Moonsund.
La nuova offensiva dell'Armata Rossa (con un contingente complessivo di oltre 600 000 uomini ed una netta superiorità numerica rispetto alle forze della 3ª Panzerarmee) ebbe inizio il 5 ottobre e colse in parte di sorpresa il comando tedesco anche se venne inizialmente intralciata dalla fitta nebbia che limitò il concorso dell'aviazione e dell'artiglieria sovietica. Nonostante queste difficoltà le truppe alle ore 11.00 mossero all'attacco, precedute dalle pattuglie da ricognizione e penetrarono nelle prime linee nemiche. L'attacco del 1° Fronte del Baltico si sviluppò subito favorevolmente, sfondando la posizione principale tedesca e permettendo alle armate sovietiche di avanzare di oltre 8 km entro la notte del primo giorno. La 43ª Armata del generale Beloborodov e la 6ª Armata della Guardia del generale Čistjakov attraversarono il fiume Venta, mentre la 2ª Armata della Guardia del generale Cancibadze superò con successo il Dubysa, spingendosi energicamente in avanti. Il 6 aprile il generale Bagramjan poté far entrare subito in azione le sue potenti riserve meccanizzate e la 5ª Armata corazzata della Guardia del generale Vol'skij (con oltre 400 carri armati) avanzò rapidamente in profondità, sfruttando il varco aperto dalle armate di fanteria, nonostante la pioggia e il fango. Più a sud anche la 2ª Armata della Guardia ampliò il suo successo, mentre la 39ª Armata del generale Ivan Ljudnikov, appartenente al 3° Fronte Bielorusso del generale Černjakovskij passò a sua volta all'attacco, estendendo ancora il fronte dell'offensiva sovietica.
Il comando tedesco comprese subito il rischio dell'accerchiamento del Gruppo d'armate Nord e fin dalla notte del 6 ottobre iniziò a ritirare le truppe dalla testa di ponte di Riga per rinforzare il settore meridionale in grave difficoltà, ma i generali Erëmenko e Maslennikov passarono subito all'offensiva a nord e a sud della Dvina occidentale dopo aver individuato i movimenti tedeschi e avanzarono per circa 10 km. Le difese della Wehrmacht erano ora in crisi lungo tutto il fronte settentrionale: ancora più a nord il maresciallo Govorov aveva dato il via fin dal 28 settembre alla difficile operazione anfibia contro le isole Moonsund. La sera dell'8 ottobre la situazione tedesca si aggravò ulteriormente: la 43ª Armata si avvicinò alla cintura fortificata di Memel, mentre i carri armati del generale Vol'skij (5ª Armata corazzata della Guardia) dopo una veloce avanzata erano in vista della costa baltica più a nord, dopo una marcia di quasi 60 km e dopo aver travolto il quartier generale della 3ª Panzerarmee e aver superato la improvvisata difesa tedesca.

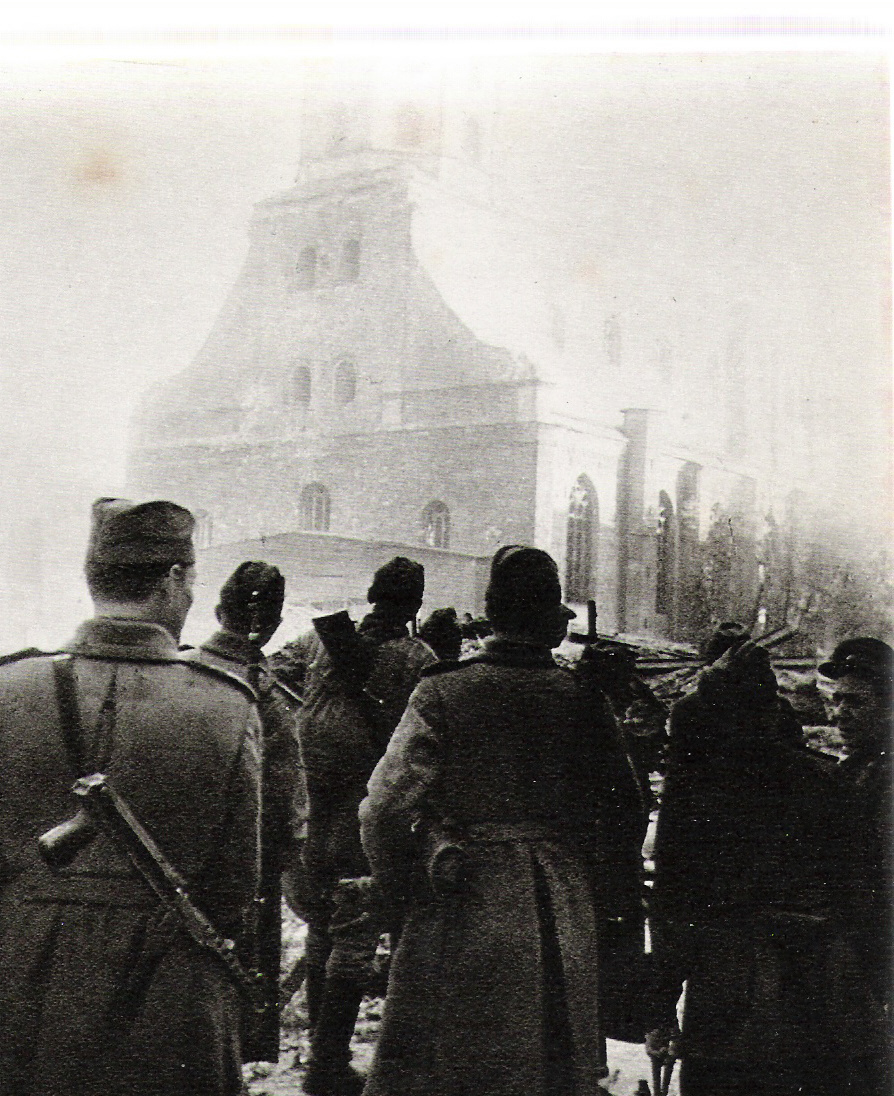
Le truppe sovietiche entrano a Riga, devastata dagli incendi e dalle distruzioni.

Nonostante l'intervento dei primi rinforzi tedeschi sul fianco settentrionale del cuneo di sfondamento sovietico, le operazioni continuarono con successo e il 10 ottobre la 51ª Armata del generale Kreizer, introdotta dal generale Bagramjan per sfruttare lo sfondamento, conquistò la città di Palanga, a nord di Memel, e nello stesso momento la 5ª Armata corazzata della Guardia raggiunse il mare nella stessa zona, dopo aver superato il fiume Minija. In questo modo, mentre la 43ª Armata affrontava le solide fortificazioni di Memel, difesa da quattro divisioni tedesche, e arrivava a sua volta sulla costa baltica a sud della fortezza, i sovietici avevano finalmente isolato a nord la massa principale del Gruppo d'armate Nord, ormai definitivamente tagliato fuori dalla Prussia orientale, dove anche al 2ª Armata della Guardia e la 39ª Armata avevano ottenuto notevoli risultati raggiungendo Tauroggen e avvicinandosi a Tilsit. Il 22 ottobre le truppe del generale Černjakovskij, dopo aver raggiunto il confine tedesco, completarono la conquista della riva destra del Niemen, dalla foce alla città di Jurbug.
Nel frattempo continuava l'aspra e sanguinosa battaglia per Riga; il generale Schörner richiese inutilmente a Hitler l'autorizzazione ad evacuare la capitale lettone ed a ripiegare sulla Linea Tukums, quindi i combattimenti continuarono sia a nord che a sud della Dvina occidentale. Finalmente le armate del 3° Fronte del Baltico del generale Maslennikov penetrarono la Linea Sigulda mentre l'8 ottobre le truppe del generale Erëmenko conquistarono, dopo violenti scontri e notevoli difficoltà, il centro di Oger. Ma i primi tentativi sovietici di sfondare finalmente le difese esterne di Riga si infransero il 10 e l'11 ottobre di fronte alle difese tedesche ed agli aspri contrattacchi delle divisioni scelte Waffen-SS. Infine, la sera del 12 ottobre il generale Schörner ottenne l'autorizzazione dall'alto comando tedesco di ripiegare sulla Linea Tukums, ma la situazione delle forze tedesche era ormai molto precaria, mentre cinque armate sovietiche (67ª, 61ª, 1ª Armata d'assalto, 42ª Armata e 10ª Armata della Guardia) ripresero gli attacchi contro le linee difensive di Riga e penetrarono finalmente nella prima cintura fortificata della città.
Con abile manovra, la 67ª Armata del generale Romanovskij (appartenente al 3° Fronte del Baltico) sferrò l'attacco decisivo attraversando nella notte del 12-13 ottobre su mezzi anfibi la regione dei laghi a nord-est di Riga e sorprendendo il comando tedesco che si attendeva l'attacco principale a sud. La mattina del 13 ottobre i sovietici avevano ormai conquistato i quartier settentrionali e orientali della capitale lettone, mentre solo il 15 ottobre le forze del generale Erëmenko (tra cui la 22ª Armata con un corpo di fucilieri lettone) completarono la conquista dei quartieri meridionali ed in quella giornata finalmente lo Stavka poté annunciare la completa liberazione di Riga. Lo stesso Stalin comunicò personalmente la notizia a Winston Churchill, presente a Mosca per la famosa conferenza in cui si sarebbero spregiudicatamente discusse le sfere di influenza nei Balcani; ed il Primo Ministro britannico manifestò il suo vivo apprezzamento per le vittoria e i risultati raggiunti dall'Armata Rossa nel Baltico.

### La sacca della Curlandia
Anche se l'Estonia e gran parte della Lettonia e della Lituania erano state riconquistate dai sovietici, la battaglia nell'area Baltica non era affatto terminata: le forze del generale Schörner mantennero la coesione e riuscirono con notevole abilità a ripiegare con ordine dietro la Linea Tukums, prendendo posizione in una grande testa di ponte in Curlandia. In questa regione erano ammassate 26 divisioni (tra cui la 12. e la 14. Panzer-Division e numerose divisioni Waffen-SS etniche) del Gruppo d'armate Nord, isolate dal resto delle forze tedesche sul fronte orientale e schierate tra Tukums e Liepāja, mentre altre quattro divisioni, tra cui la Grossdeutschland, tenevano ancora saldamente l'altra testa di ponte più piccola di Memel, isolata a nord e a sud dalle armate del generale Bagramjan che avevano raggiunto il mare a Palanga. Infine sei divisioni della 3ª Panzerarmee, tra cui due Panzer-Division, fronteggiavano il fianco sinistro del 1° Fronte Bielorusso a Tilsit, e dieci divisioni della 4ª Armata tedesca (Gruppo d'armate Centro) sbarravano l'accesso della Prussia orientale alle forze del 3° Fronte Bielorusso del generale Černjakovskij.
Le due armate tedesche isolate in Curlandia (16ª e 18ª) disponevano dei porti sul Baltico di Liepaja e Ventspils da cui potevano ricevere rifornimenti ed equipaggiamento e da cui potevano sperare di essere evacuati in salvo in Prussia orientale. Nelle settimane seguenti, anche se Hitler impose di mantenere ad oltranza il possesso della testa di ponte, una serie di divisioni scelte, tra cui il 3º Panzerkorps-SS del generale Steiner, la Panzergrenadier Grossdeutschland e alcune divisioni corazzate, vennero evacuate e trasferite in Prussia orientale per partecipare alla difesa di questa regione.
Dopo la caduta di Riga lo Stavka non sospese le operazioni ma al contrario diramò nuove direttive per sfruttare la situazione e proseguire l'offensiva sperando di schiacciare rapidamente le truppe tedesche isolate in Curlandia e a Memel. Il 3° Fronte del Baltico del generale Maslennikov venne sciolto e le sue armate assegnate parte al 2° Fronte del Baltico del generale Erëmeko e parte al 1° Fronte del Baltico del generale Bagramjan. Erëmenko avrebbe dovuto attaccare frontalmente la Linea Tukums da Dobele verso ovest con tre armate (3ª d'assalto, 42ª e 22ª Armata), mentre Bagramjan avrebbe attaccato verso nord-ovest in direzione di Liepaja e Skrunda con la 61ª, la 51ª e la 6ª Armata della Guardia, e contemporaneamente avrebbe dovuto conquistare Memel, infine il generale Černjakovskij con le sue truppe del 3° Fronte Bielorusso avrebbe marciato in Prussia orientale in direzione di Gumbinnen.

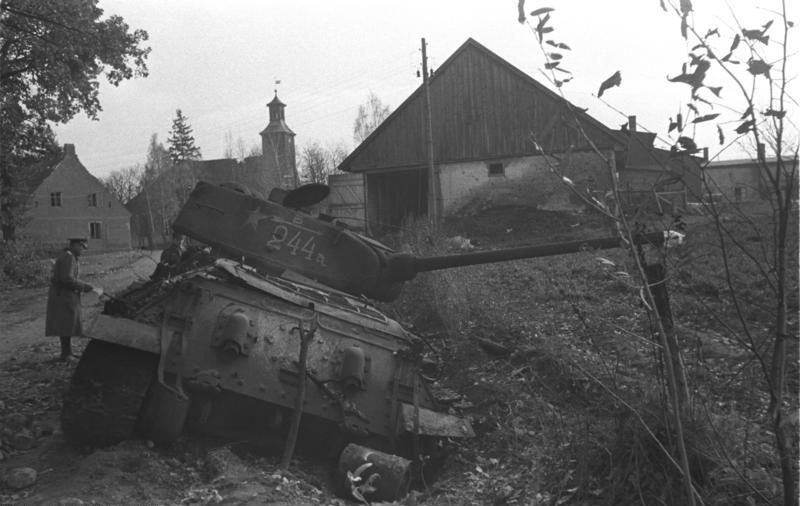
Un T-34/85 del 2º Corpo corazzato della Guardia, appartenente al 3° Fronte Bielorusso, distrutto in Prussia Orientale nell'ottobre 1944.

L'ultima fase dell'offensiva sovietica ebbe inizio il 16 ottobre e fu caratterizzata ancora da aspri scontri; le forze tedesche del Gruppo d'armate Nord del generale Schörner si batterono coraggiosamente, ripiegando lentamente, dopo aver inflitto gravi perdite, fino alla linea difensiva definitiva nella penisola della Curlandia, tra Tukums e Liepaja. Sul fianco destro del 2° Fronte del Baltico del generale Erëmenko la 1ª Armata d'assalto del generale Zakvataev fece qualche progresso e occupò Kemery il 18 ottobre, ma le posizioni di Tukums respinsero ulteriori avanzate sovietiche lungo la costa settentrionale della penisola, mentre le armate del generale Bagramjan tentarono ripetutamente, durante tutto il mese di ottobre, di avanzare verso Liepaja, ma infine dovettero sospendere gli attacchi senza aver raggiunto i loro obiettivi. Anche la testa di ponte di Memel resistette accanitamente contro le forze del fianco sinistro del 1° Fronte del Baltico. Più a sud, dopo qualche successo iniziale e la conquista di Gołdap, il 3° Fronte Bielorusso del generale Černjakovskij venne contrattaccato dalla 5. Panzer-Division (trasferita via mare dalla Curlandia) e dalla Panzer-Division "Hermann Göring" e subì una dura sconfitta in Prussia orientale davanti alle fortificazioni di Gumbinnen e Angerapp e dovette quindi interrompere l'offensiva dopo essere penetrato per alcuni chilometri in territorio tedesco. Nella terza settimana di novembre, dopo il riuscito completamento dell'operazione Moonsund, conclusasi con la conquista sovietica delle isole e l'evacuazione dei superstiti tedeschi, le operazioni nel Baltico ebbero finalmente una sosta.
Le truppe tedesche del Gruppo d'armate Nord erano ora tagliate fuori in Curlandia e nella testa di ponte di Memel (che sarebbe stata conquistata dai sovietici solo nel gennaio 1945) e l'Armata Rossa aveva ottenuto pur a costo di gravi perdite, risultati politico-militari decisivi nell'area Baltica, anche se era costretta a mantenere ancora ingenti forze nella regione per assicurare l'isolamento delle divisioni nemiche rimaste bloccate nella penisola.

## Bilancio e conseguenze
La vittoria militare nel Baltico permise a Stalin di restaurare con i suoi metodi violenti il potere sovietico; già a settembre durante l'occupazione dell'Estonia una parte della popolazione, temendo vendette e deportazioni, aveva cercato di abbandonare via mare il territorio insieme all'esercito tedesco, mentre una parte delle truppe Waffen-SS estoni rimasero per organizzare la resistenza clandestina e le formazioni dei Fratelli della Foresta che si sarebbero riattivate al termine della guerra. L'NKVD entrò subito in azione a Tallinn, individuando e arrestando i capi delle forze nazionaliste, grazie anche al ritrovamento degli archivi dei servizi tedeschi, le coste vennero presidiate dalla Flotta del Baltico per intralciare le evacuazioni, mentre l'apparato sovietico riorganizzò le strutture di potere, grazie anche al concorso dei simpatizzanti comunisti e dei reparti estoni arruolati nell'Armata Rossa.

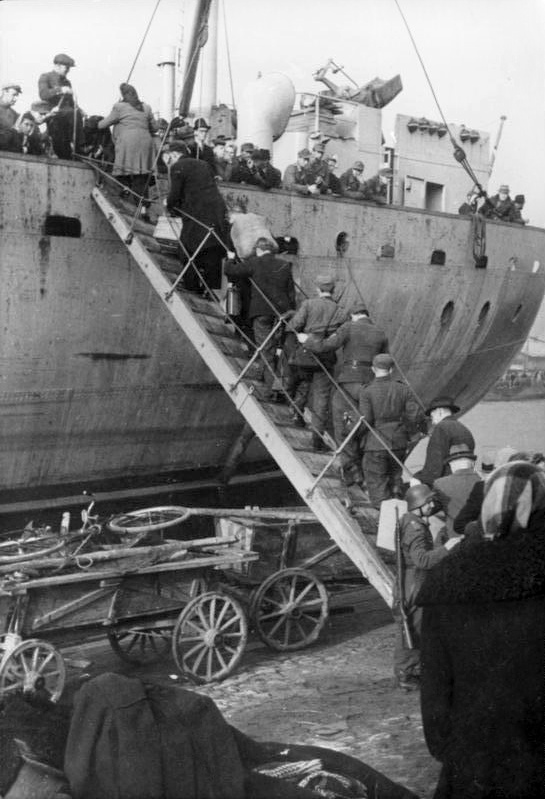
Evacuazione di civili e militari tedeschi dalla sacca di Curlandia.

In Lettonia, più industrializzata e con un cospicuo numero di operati simpatizzanti per il potere sovietico, la resistenza all'Armata Rossa fu inizialmente meno diffusa, tuttavia anche in questo paese l'NKVD e le truppe sovietiche rastrellarono a fondo le foreste in cerca di partigiani nazionalisti e vennero effettuate veste repressioni e rappresaglie. Infine in Lituania, la NKVD si dedicò, dopo il ristabilimento del potere sovietico, alla ricerca dei renitenti alla leva subito introdotta dall'Armata Rossa; a novembre erano clandestini già 33 000 lituani, mentre si intensificavano le operazioni di rastrellamento e repressione delle forze di sicurezza sovietiche. Peraltro non mancavano simpatizzanti e partigiani comunisti nelle tre repubbliche baltiche che avevano cominciato ad operare contro le truppe tedesche fin dal 1941; soprattutto in Lituania ed in Lettonia i partigiani filosovietici diedero un importante contributo alla vittoria dell'Armata Rossa, con sabotaggi, operazioni di guerriglia, demolizioni di infrastrutture e distruzione di linee ferroviarie ed equipaggiamento nemico.

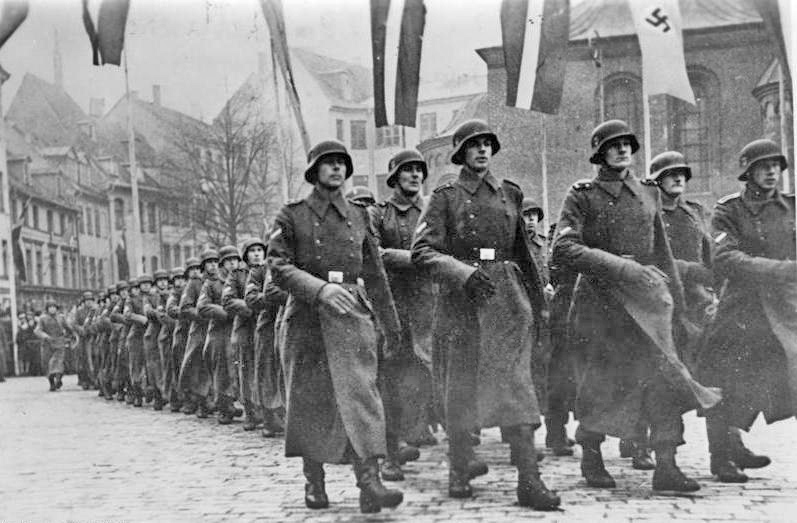
Reparto di Waffen-SS lettoni; le formazioni SS arruolate dai tedeschi nei Paesi Baltici si batterono aspramente e vennero in parte evacuate dalla sacca di Curlandia.

Oltre ai risultati politici, Stalin e l'Armata Rossa avevano anche ottenuto nel complesso importanti risultati strategico-operativi dalla loro costosa e difficile offensiva del Baltico: la potenza militare del Gruppo d'armate Nord era stata finalmente fiaccata ed ora questo grande contingente di truppe, costituito da divisioni esperte, efficienti e combattive, era isolato nella Curlandia e, pur rimanendo una efficace forza di combattimento in grado di battersi validamente sulla difensiva, non era più in grado di esercitare un importante ruolo strategico nel quadro complessivo del fronte orientale. In realtà il comando sovietico continuò a non sottovalutare il nemico e si preoccupò della possibile minaccia sul fianco delle 26 divisioni del generale Schörner; quindi per tutto il resto della guerra il Fronte di Leningrado del maresciallo Govorov, con sei armate, tra cui la 1ª e la 4ª Armata d'assalto, rimase nel settore della Curlandia per bloccare le forze tedesche isolate e possibilmente distruggerle. I ripetuti tentativi di schiacciare le divisioni del Gruppo d'armate Nord (ribattezzato Gruppo d'armate Curlandia nel gennaio 1945) tuttavia fallirono sempre a causa dell'insufficienza delle forze impegnate e della solidità delle posizioni nemiche, e le divisioni tedesche rimasero in combattimento fino alla resa del generale Hilpert (ultimo comandante del sacca della Curlandia) del 9 maggio 1945.
A partire dal gennaio 1945 l'Alto comando tedesco organizzò una serie di operazioni navali per evacuare una parte delle truppe isolate in Curlandia di cui era ben necessario l'intervento in Polonia ed in Germania, dove stavano dilagando le armate corazzate sovietiche dopo il crollo della linea della Vistola; Hitler, tenacemente contrario per le sue considerazioni politico-militari ad abbandonare totalmente la Curlandia, da cui sperava addirittura di poter un giorno riprendere l'offensiva, acconsentì finalmente a queste operazioni e quindi dodici divisioni, tra cui il 3º Panzerkorps-SS e la 14. Panzer-Division abbandonarono la sacca e vennero trasferite in Prussia orientale. Le forze rimaste si ridussero nell'ultima fase a 21 divisioni con 149 000 soldati.
La Kriegsmarine in questa ultima fase della guerra ebbe un ruolo di grande importanza nel Baltico, contrastando le aggressive operazioni della flotta sovietica, mantenendo un flusso di rifornimenti per le truppe isolate, effettuando le evacuazioni di militari e civili dai porti di Liepaja e Ventspils, e sostenendo con i cannoni di grosso di calibro delle sue navi da battaglia le difese tedesche. Il generale Guderian tentò ripetutamente di convincere Hitler ad abbandonare totalmente l'inutile sacca della Curlandia ed impegnare le forze recuperate per sbarrare la via di Berlino. Tutti i suoi tentativi scatenarono aspri scontri verbali con il Führer e non furono coronati da successo; quindi le preziose divisioni del Gruppo d'armate Curlandia rimasero in combattimento nella penisola, isolate dal resto del fronte tedesco, sostanzialmente inutili e sprecate in un compito secondario, mentre l'Armata Rossa pur mantenendo il blocco della sacca e cercando senza successo di distruggere le forze nemiche, poté raggruppare, disponendo di una netta superiorità di uomini e mezzi, la massa delle sue forze sul fronte dell'Oder e in Ungheria, travolgendo le precari difese della Wehrmacht e aprendosi la strada verso il cuore della Germania.